# Aviko

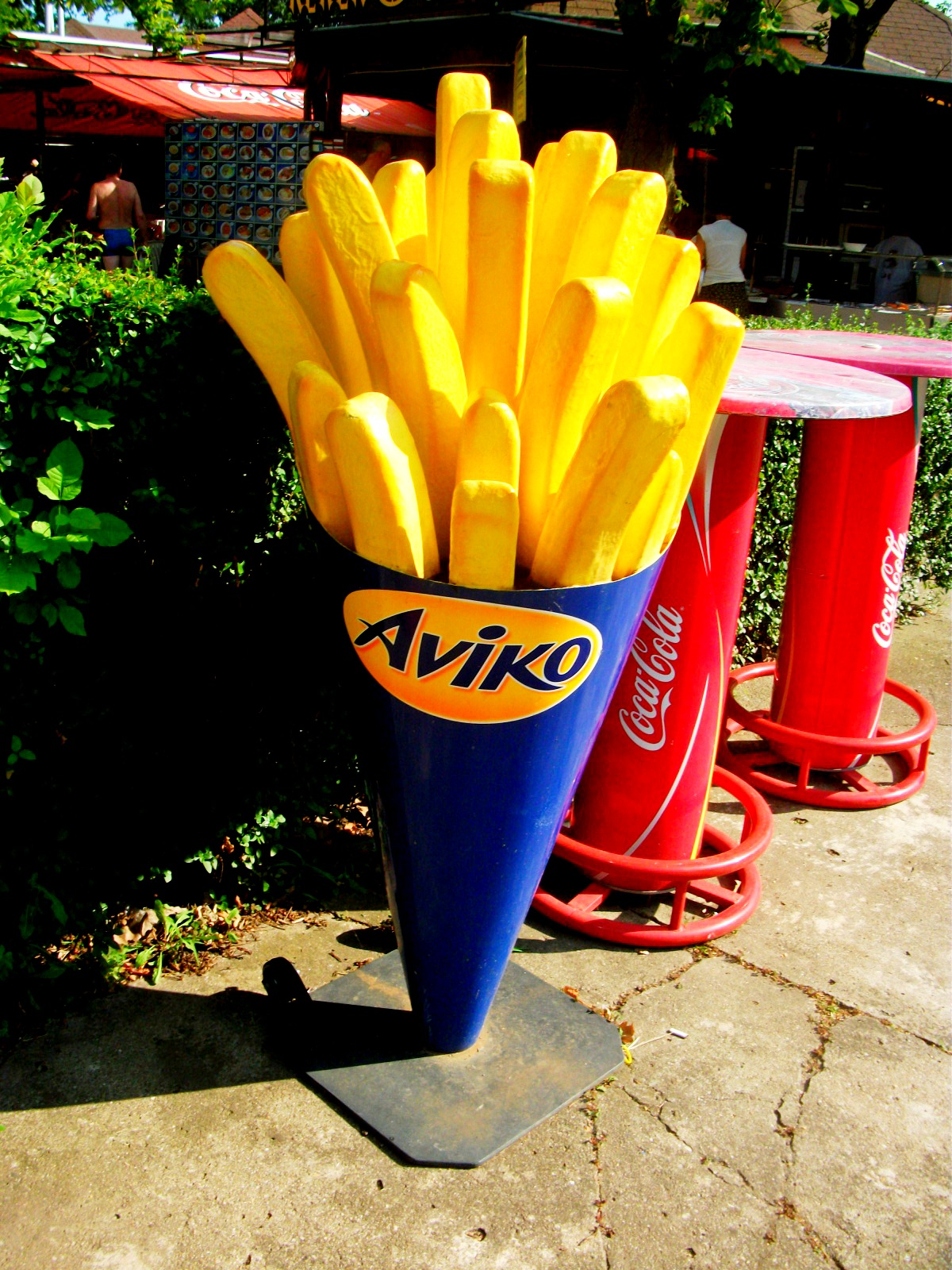
Un énorme cornet de frites en Hongrie

Aviko est une société agroalimentaire néerlandaise, spécialisée dans la transformation industrielle de pommes de terre en différents produits dérivés, qui a son siège à Steenderen (province de Gueldre). C'est l'un des quatre premiers groupes mondiaux du secteur de la pomme de terre transformée et le premier pour la production des frites fraiches. 
Le nom « Aviko » est l'acronyme de « Aardappel verwerkende industrie Keppel en omstreken » (industrie de transformation de la pomme de terre de Keppel et environs). La société a été fondée en 1962 à Hoog-Keppel. En 1970, le siège est transféré à Steenderen. Depuis 2002, Aviko est la propriété exclusive d'une coopérative agricole, Royal Cosun, groupe présent également dans les filières du sucre, de l'inuline et du bioéthanol. 
Aviko traite environ 1,5 million de tonnes de pommes de terre par an pour environ 630 000 tonnes de produits divers, frais, surgelés ou déshydratés. Les produits les plus connus d'Aviko comprennent divers types de frites fraiches ou surgelées, de chips, de pommes de terre rissolées, plats de pommes de terre et de pommes vapeur réfrigérées. Les épluchures, environ 175 000 tonnes par an, sont recyclées comme aliment du bétail.
Les principales filiales sont Aviko-Potato, Aviko Rixona et Duynie. 
Aux Pays-Bas, Aviko exploite des usines à Venray (flocons et granulés), Cuijk (produits de pommes de terre cuites), Warffum (granulés de pommes de terre), Lomm (produits de pommes de terre frais et congelés) et Steenderen (frites)

## Sites de production
Après ses débuts à Hoog-Keppel et depuis 1971 à Steenderen, Aviko s'est transformé en un groupe international, grâce à des acquisitions, des fusions et par l'expansion de son activité. Les sites principaux sont détaillés ci-après. 
En 2003, Cosun Royal (anciennement Suiker Unie, coopérative agricole spécialisée dans la culture de la betterave à sucre), qui possédait 30 % du capital depuis 1990, a racheté la totalité du capital d'Aviko,. 

### Steenderen
Le complexe de Steenderen regroupe aujourd'hui trois sites de production : Steenderen 1, Steenderen 4 et Steenderen 5.

#### Steenderen 1
L'usine Steenderen 1 ne produit que des frites fraîches (non congelées). Le produit principal sont les frites précuites, qui existent en plusieurs tailles, de 7 x 7 mm à 10 x 20 mm et diverses formes (gaufrées…). Toutes les frites de l'usine sont préparées à l'huile de palme. 
Les produits peuvent être emballés en sachets sous atmosphère protectrice pour préserver leur fraîcheur plus longtemps (jusqu'à un mois) ou sous atmosphère normale (max. 1 à 2 semaines). Une grande partie de la production est destinée au marché professionnel et une partie est également produite dans des emballages client (Par exemple, pour certains détaillants et des marques  étrangères). L'usine produit aussi des frites crues, les pommes de terre sont seulement pelées, coupées et blanchies.

#### Steenderen 4
L'usine Steenderen 4 fabrique des produits surgelés, principalement des frites, tant sous les marques propres d'Aviko que sous d'autres marques. Elle fournit en particulier en frites une grande chaîne de restauration rapide (KFC). 
Steenderen 4 fonctionne en permanence (5 équipes), contrairement à Steenderen 1 qui est à l'arrêt du samedi au dimanche matin (4 équipes). Le processus de fabrication à Steenderen peut utiliser quatre sortes d'huiles végétales différentes, dont l'huile d'olive et l'huile de tournesol. 

#### Steenderen 5
L'usine Steenderen 5  fabrique d'autres produits comme les röstis  et les pommes croquettes. Cette usine utilise comme matière première les restes de pommes de terre des deux autres usines (chutes ou frites de trop petite taille), ainsi que les tubercules trop petits pour produire des frites. Steenderen 5, comme Steenderen 4, fonctionne en permanence. Les trois usines ont leur propre centrale thermique pour la production de vapeur et d'eau chaude nécessaires. Dans ce processus, l'électricité produite est principalement destinés à un usage privé, toutefois les surplus de production sont injectés dans le réseau électrique public, et inversement en cas de besoin, le supplément de puissance nécessaire est délivré par le réseau public. 
Outre la grande centrale électrique thermique, l'usine effectue les traitements nécessaires pour recycler l'eau employée dans le processus de production. 
L'approvisionnement en matières premières (pommes de terre) se fait principalement par la filiale «  Aviko Potato », anciennement Korteweg. Cette filiale basée à Dronten effectue l'achat, le tri et la livraison des pommes de terre aux unités de production. Comme les autres branches, Korteweg a une succursale sur le site de Steenderen. Outre ces usines, le groupe dispose également de bureaux à Steenderen, dont le siège du groupe Aviko et certains services généraux (marketing, ventes, etc.). 

### Lomm
L'usine de Lomm est spécialisée dans la production de frites fraîches. C'est l'ancien site de production de la société « Fritesspecialist » rachetée en 1980, qui est devenu, depuis, l'un des sites néerlandais spécialisé dans les frites fraiches. 

### Nimègue
À Nimègue, la société « Nijmidon », filiale de « Duynie » est spécialisée dans la récupération de l'amidon présent dans l'eau en fin du cycle de production. Ce site a été inauguré en 2004. L'expérience et le savoir-faire acquis dans ce processus de récupération ont été appliqués ailleurs, notamment sur le site Steenderen 1 qui a été lancé avec la récupération de l'amidon. 

### Cuijk
En 2005 a été mise en service à Cuijk (Brabant-Septentrional) une nouvelle ligne de fabrication de pommes vapeur réfrigérées. 

### Autres
En 2005, Aviko rachète l'usine Nestlé de Venray (produits de pomme de terre déshydratés). Auparavant, en 1998, Aviko avait racheté Korteweg, société de négoce de pommes de terre située à Dronten. 
La filiale  Aviko Rixona, productrice de flocons de pomme de terre et de granulés déshydratés, est implantée à   Oostrum (près de Venray) et à Warffum (Groningue). Les produits de pommes de terre déshydratés sont utilisées comme matière première dans la fabrication de purée, de plats cuisinés et autres aliments industriels. 
Le groupe Aviko est également présent hors des Pays-Bas, tant dans des installations de production que dans des agences de commercialisation et de vente en Europe, aux États-Unis et dans le reste du monde. 
En Pologne, Aviko a démarré en 1994 par une participation de 50 % dans une usine nouvellement construite à Lębork. À Rain am Lech, en Allemagne, Aviko construit en 1998 une nouvelle usine, inaugurée officiellement en 2000. En France, en 1999, a conclu une alliance avec Vico, société de transformation de la pomme de terre, et a racheté la société « Boots Pommes Frites » en 2001. En 2008, Aviko a racheté « Eurofreez » en Belgique, et s'est implanté en Chine dans la province de Gansu  (coentreprise avec le gouvernement local.
Des bureaux de vente sont présents en Pologne, en République tchèque, en Espagne, aux États-Unis et en Amérique du Sud.